# Ехтернах
Ехтернах (на люксембургски: Iechternach, Ихтернах; на немски: Echternach) е град в източен Люксембург, Гревенмахерски окръг. Административен център е на Ехтернахски кантон. Обособен е в градска община с площ 20,49 км2.

## Геогарфия
Разположен е край река Зауер. Намира се в непосредствена близост до границата с Германия.

## Население
Населението му възлиза на 5450 души (2009). Гъстотата е 266 души/км2.